# Johann Jakob Griesbach

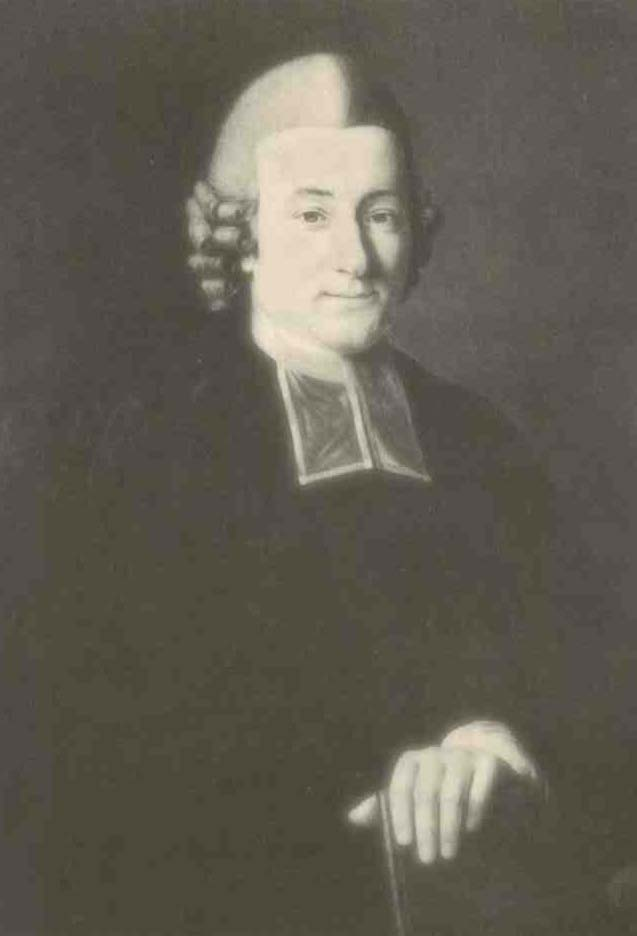
Johann Jakob Griesbach

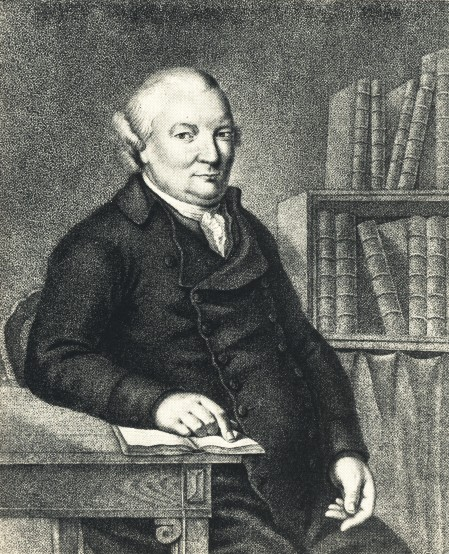
Johann Jakob Griesbach auf einem Gemälde von Johann Carl Bock

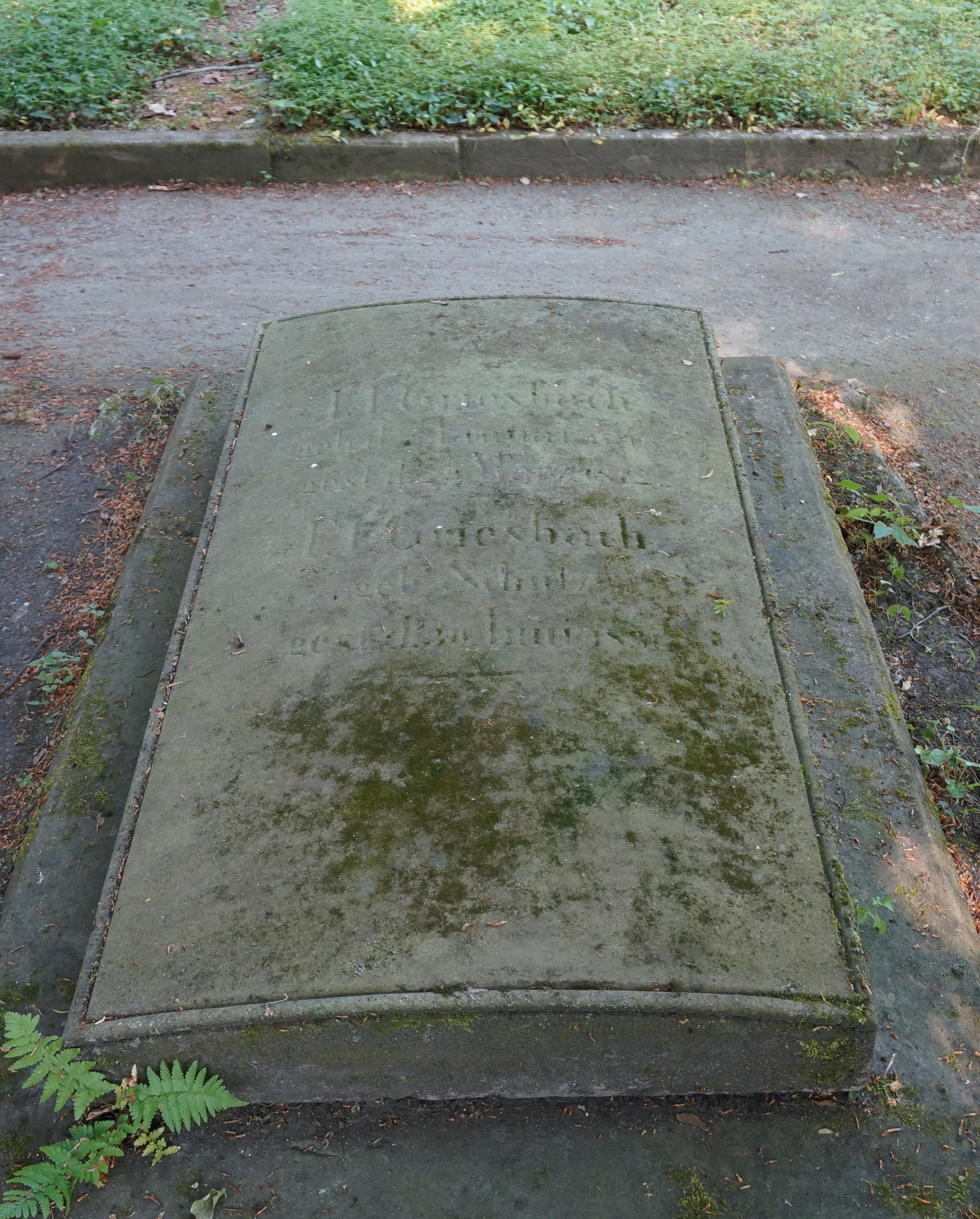
Johann Jakob Griesbachs Grabplatte auf dem Jenaer Johannisfriedhof

Johann Jakob Griesbach (* 4. Januar 1745 in Butzbach; † 12. März 1812 in Jena) war ein deutscher Theologe und Hochschullehrer. Bekannt ist vor allem seine Hypothese zum synoptischen Problem: Er meinte, dass der Evangelist Markus das Matthäus- und das Lukasevangelium gekannt und benutzt habe.

## Akademische Laufbahn
Johann Jakob wurde als Sohn des Pfarrers Conrad Caspar Griesbach (1705–1777) und dessen Ehefrau Johanna Dorothea geb. Rambach (1726–1775), der Tochter des Theologen Johann Jakob Rambach, geboren. Da sein Vater 1767 eine Pfarrstelle an der Petrikirche und Konsistorialratsstelle in Frankfurt am Main erhielt, zog die Familie dorthin. Hier erlebte Griesbach seine Kindheitsjahre und wurde bereits im Elternhaus theologisch geprägt. 1751 bezog er das Gymnasium in Frankfurt am Main, wo er ein Mitschüler des Johann Wolfgang Goethe wurde. Mit siebzehn Jahren bezog er am 29. April 1762 die Universität Tübingen, zweieinhalb Jahre später wechselte er an die Universität Halle, wo Johann Salomo Semler, Johann Georg Knapp, Johann Severin Vater, Johann August Nösselt seine prägenden Lehrer wurden, und am 18. Oktober 1766 zog er an die Universität Leipzig, wo Johann August Ernesti und Johann Jacob Reiske maßgeblichen Einfluss auf ihn ausübten.
Daneben hörte er Vorlesungen von Christian Fürchtegott Gellert, Johann Matthias Schröckh, August Wilhelm Ernesti und Samuel Friedrich Nathanael Morus. 1767 kehrte er ins sächsische Halle zurück und promovierte 1768 zum Magister der Philosophie. Im Anschluss kehrte er nach Frankfurt zurück. 1769 absolvierte er eine Gelehrtenreise, die ihn durch Deutschland, die Niederlande, England und Frankreich führte. An den dortigen Bibliotheken absolvierte er orientalische Sprachforschungen, lernte verschiedene Persönlichkeiten kennen und erweiterte das Spektrum seines Wissens. Am 6. Oktober 1770 kehrte er von der Reise nach Frankfurt am Main zurück. 1771 habilitierte er sich an der Theologischen Fakultät in Halle mit der Dissertation De codicibus quatuor evangeliorum Origenianis. Hier wurde er 1773 außerordentlicher Professor der Theologie.
Auf Betreiben der Herzogin Anna Amalia von Sachsen-Weimar-Eisenach erhielt er 1775 eine ordentliche theologische Professur an der Universität Jena. In Jena promovierte er 1776 zum Doktor der Theologie, wurde 1781 Kirchenrat und 1784 geheimer Kirchenrat. Zudem beteiligte er sich an den organisatorischen Aufgaben der Hochschule. So war er einige Male Dekan der theologischen Fakultät und WS 1780, 1783, 1788 sowie 1796 Rektor der Alma Mater.
Seit 1809 war er auswärtiges Mitglied der Bayerischen Akademie der Wissenschaften.

## Neutestamentlicher Textkritiker
Griesbach gilt als einer der Väter der Textkritik des Neuen Testaments. 1769/1770 unternahm er eine Forschungsreise zur Kollationierung neutestamentlicher Handschriften in Bibliotheken Englands und Frankreichs. Er publizierte 1774/1775 als erster eine kritische Ausgabe des Neuen Testaments, die die ältesten und besten Handschriften zugrunde legte und dabei in größerem Umfang von der traditionellen Textgestalt, dem textus receptus, abwich. Seine Vorlesungen hörte auch der spätere Geschichtsprofessor und Universitätsarchivar in Königsberg, Johannes Voigt.

## Evangeliensynopse
Im Jahre 1776 gab Griesbach seine griechische Matthäus-Markus-Lukas-Synopse separat von seiner kritischen Ausgabe des Neuen Testamentes (s. o.) heraus, in der sie bisher enthalten gewesen war, und etablierte damit das Handwerkzeug einer Synopse als eine unentbehrliche Forschungshilfe in der neutestamentlichen Wissenschaft.

## Synoptische Frage
Seine Lösung des so genannten Synoptischen Problems, wie die ersten drei (einander ähnlichen) Evangelien des Neuen Testamentes zueinander in Beziehung stehen, beschrieb Griesbach 1789 in seinem Werk Commentatio qua Marci evangelium totum e Matthaei et Lucae commentariis decerptum esse monstratur. Demnach habe Markus das Matthäusevangelium sowie das Lukasevangelium gekannt und beide Schriften gekürzt. Seine Theorie, die Griesbachhypothese, ist nach der Zweiquellentheorie die v. a. in den USA verbreitetste Erklärung des Verhältnisses der synoptischen Evangelien untereinander.

## Johann Jakob Griesbach Bicentenary Colloquium 1776–1976
Aus Anlass des 200. Jahrestages der Veröffentlichung von Griesbachs Evangeliensynopse als ein separates Werk hielt eine Gruppe von internationalen Bibelwissenschaftlern im Juli 1976 in Münster/Westfalen das „Johann Jakob Griesbach Bicentenary Colloquium 1776–1976“ ab.
Die dort präsentierten Papiere über Griesbachs Leben, Werk und Wirkung zeigten, weshalb das Verständnis des Beitrages dieses Wissenschaftlers zur neutestamentlichen Kritik gleichwohl für die Geschichte der neutestamentlichen Wissenschaft wie auch für die derzeitige neutestamentliche Forschung bedeutsam ist, und wurden in Auswahl veröffentlicht – zusammen mit dem Werk im originalen Latein sowie in englischer Übersetzung unter dem Titel: Commentatio qua Marci evangelium totum e Matthaei et Lucae commentariis decerptum esse monstratur (Dissertation des J. J. Griesbach, Doktor der Theologie und Professor Primar der Jenaer Universität, worin er veranschaulicht, dass das ganze Markusevangelium den Evangelien des Matthäus und Lukas entnommen worden ist, geschrieben im Namen der Jenaer Universität (1789–1790), nun überarbeitet und mit vielen Zusätzen versehen).

## Familie
Griesbach heiratete am 16. April 1775 in Halle Friederike Juliane Schütz (* 28. April 1755 in Bückeburg – 1831/36), die Tochter des Oberpredigers von Aschersleben, Gottfried Schütz (* 1717 in Aschersleben; † 16. März 1772 ebenda), und dessen Frau Traugotte Anna Sophia Regner. Die Ehe blieb kinderlos. Sie hatten aber eine Pflegetochter, Bertha Sturm (1799–1857); Tochter des Stadtphysikus von Eisenach, Benjamin Christian Gottlieb Sturm († 1813); diese heiratete den Professor Friedrich Gottlob Schulze. Die Schwester seiner Frau Charlotte Elisabeth war Kirchenlieddichterin und Erbauungsschriftstellerin und mit Heinrich Christoph Nebel verheiratet. Ihr Bruder war Christian Gottfried Schütz.

## Werke (Auswahl)
- Synopsis Evangeliorum Matthaei, Marci et Lucae / Textum graecum ad fidem codicum versionum et patrum emendavit et lectionis varietatem adiecit Io. Iac. Griesbach Curt, Halle/Sachs. 1776 (Scan der 3., verb. und erw. Auflage. 1809 in der Google-Buchsuche).
- Anleitung zum Studium der populären Dogmatik, besonders für künftige Religionslehrer. Christ. Heinr. Cuno’s Erben, Jena 1786 (Scan der 4. Auflage. 1789 in der Google-Buchsuche).
- Bemerkungen über des Herrn Geheimen Regierungsrats Hezel Vertheidigung der Aechtheit der Stelle 1 Joh. 5, 7 Drey sind die da zeugen etc. mit Anmerkungen und einem Anhang von Hezel. Georg Friedrich Heyer, Gießen 1796 (Scan der Staatsbibliothek Berlin; zum Comma Johanneum).
- Johann Jakob Griesbach's Vorlesungen über die Hermeneutik des N. T. mit Anwendung auf die Leiden und Auferstehungsgeschichte Christi. Hrsg. von J. C. S. Steiner. Zeh, Nürnberg 1815 (Scan in der Google-Buchsuche).